# ヴィジャイ・アワード
ヴィジャイ・アワード（Vijay Awards）は、テレビチャンネルのスター・ヴィジャイが主催する映画賞。タミル語映画を受賞対象としており、2007年に設立された。賞は映画製作者から成る審査員によって選ばれる「審査員賞」と、一般の投票によって選ばれる「フェイバリット賞」で構成されている。

## 歴史
2007年に開催された第1回ヴィジャイ賞では人気のあるアーティストを受賞対象としており、特定の作品や年度を対象としたものではなかった。最初の年では、視聴者は「男優」「女優」「作品」「監督」「音楽監督」「男性プレイバックシンガー」「女性プレイバックシンガー」「悪役」「コメディアン」の部門から選考することになっていた。この形式は翌年から全面的に見直され、2008年以降は前年度の作品を受賞対象として審査委員会が大部分の賞を選考し、視聴者は「男優」「女優」「作品」「監督」「歌」の5つの部門に投票する形式に変更された。2016年と2017年は収益の減少に伴い開催されなかった。

## 賞

### 審査員賞
| - 作品賞 - 監督賞 - 主演男優賞 - 主演女優賞 - 助演男優賞 - 助演女優賞 - コメディアン賞 - 悪役賞 - 新人男優賞 - 新人女優賞 - 音楽監督賞 - 撮影賞 - 編集賞 - 美術監督賞 | - 男性プレイバックシンガー賞 - 女性プレイバックシンガー賞 - 作詞家賞 - 脚本賞 - 振付賞 - スタント監督賞 - メイクアップアーティスト賞 - 衣装デザイン賞 - ファインド・オブ・ザ・イヤー - クルー賞 - タミル語映画貢献賞 - エンターテイナー賞 - シュヴァリエ・シヴァージ・ガネーサン賞 - 審査員特別賞 |

### フェイバリット賞
| - フェイバリット男優賞 - フェイバリット女優賞 - フェイバリット作品賞 - フェイバリット監督賞 - フェイバリット歌曲賞 - アイコン賞 | 2006年のみ - フェイバリット音楽監督賞：A・R・ラフマーン - フェイバリット悪役賞：プラカーシュ・ラージ - フェイバリット・コメディアン賞：ヴィヴェーク - フェイバリット男性プレイバックシンガー賞：S・P・バーラスブラマニアム - フェイバリット女性プレイバックシンガー賞：S・ジャーナキ |

## 授賞式
授賞式はチェンナイのジャワハルラール・ネルー・スタジアムで開催され、スター・ヴィジャイが独占放送している。開催されるのは5月から7月にかけてが多く、フィルムフェア賞 南インド映画部門の発表前に行われている。
| 授賞式                     | 開催日        | 司会                                               | スポンサー             |
| -------------------------- | ------------- | -------------------------------------------------- | ---------------------- |
| 第1回ヴィジャイ・アワード  | 2007年6月23日 | ユーギ・セトゥ                                     | リライアンス・モバイル |
| 第2回ヴィジャイ・アワード  | 2008年5月3日  | ユーギ・セトゥ                                     | リライアンス・モバイル |
| 第3回ヴィジャイ・アワード  | 2009年6月13日 | ゴービナス・チャンドラン                           | Univercell             |
| 第4回ヴィジャイ・アワード  | 2010年5月29日 | ゴービナス・チャンドラン                           | Univercell             |
| 第5回ヴィジャイ・アワード  | 2011年6月25日 | ゴービナス・チャンドラン、シヴァカールティケーヤン | Close-Up               |
| 第6回ヴィジャイ・アワード  | 2012年6月16日 | ゴービナス・チャンドラン、シヴァカールティケーヤン | Close-Up               |
| 第7回ヴィジャイ・アワード  | 2013年5月11日 | ゴービナス・チャンドラン、R・マーダヴァン          | Close-Up               |
| 第8回ヴィジャイ・アワード  | 2014年7月5日  | ゴービナス・チャンドラン、ディヴィヤダルシニ       | Gionee                 |
| 第9回ヴィジャイ・アワード  | 2015年4月25日 | ゴービナス・チャンドラン、ディヴィヤダルシニ       | Poorvika               |
| 第10回ヴィジャイ・アワード | 2018年5月25日 | ゴービナス・チャンドラン、ディヴィヤダルシニ       | Poorvika               |